# Danny Dyer
Daniel John „Danny” Dyer (ur. 24 lipca 1977 w Londynie) – brytyjski aktor telewizyjny i filmowy.

## Życiorys
Uczęszczał do lokalnej Sunday School, gdzie został dostrzeżony przez agenta, przyjmując rolę w telewizyjnym dramacie kryminalnym Główny podejrzany 3 (Prime Suspect 3, 1993) z Helen Mirren i Davidem Thewlisem. Potem wystąpił gościnnie w brytyjskich serialach: Tajemnica świętych relikwii (Cadfael, 1994), Dotknięcie mrozu (A Touch of Frost, 1995), Prokuratura (Crown Prosecution, 1995), Łowca złodziei (Thief Takers, 1996), Bill (The Bill, 1996), Bramwell (1997), Żołnierz żołnierz (Soldier Soldier, 1997) oraz kanadyjsko-francuskim Nieśmiertelny (Highlander, 1997) z Adrianem Paulem.
Po debiucie kinowym w komediodramacie Human Traffic (1999) i dramacie Okop (The Trench, 1999) u boku Daniela Craiga, zagrał w melodramacie wojennym Borstal Boy (2000) z udziałem Michaela Yorka, komediodramacie Zielone kraty (Greenfingers, 2000) u boku Clive’a Owena i Helen Mirren, dramacie Do widzenia, Charlie Bright (Goodbye Charlie Bright, 2001), komedii Wysokie obcasy i niski poziom życia (High Heels and Low Lifes, 2001) z Minnie Driver oraz komediodramacie sportowym Mecz ostatniej szansy (Mean Machine, 2001) z Vinnie Jonesem.
W dramacie Football Factory (The Football Factory, 2004) wcielił się w główną rolę pseudokibica piłki nożnej, którego życie koncentruje się na sobotnich imprezach z kumplami, przypadkowym seksie, narkotykach i bijatykach. W czarnej komedii Biznes (The Business, 2005) zagrał postać Frankie’go, który stając w obronie matki, zabija jej konkubenta.
Pojawił się także w jednym z odcinków serialu BBC Hotel Babylon (2007) jako Dave Osbourne. W 2009 wystąpił w niezależnym dramacie City Rats jako Pete Doherty, były kryminalista i alkoholik.
Użyczył swojego głosu Kentowi Paulowi, bohaterowi gier wideo – Grand Theft Auto: Vice City (2002) i Grand Theft Auto: San Andreas (2004).
W 2007 wystąpił w teledysku zespołu The Twang do piosenki „Two Lovers”.
Sławę przyniosło mu również prowadzenie słynnego cyklu programów Wojny na stadionach (Football Hooligans), emitowanego przez kanał Discovery, gdzie w różnych miejscach świata spotykał się z prawdziwymi piłkarskimi chuliganami i poznawał ich życie.
W 2016 ożenił się z przyjaciółką z dzieciństwa Joannie. Mają trójkę dzieci: dwie córki – Dannie (ur. 1996) i Sunnie oraz syna Arty Jose (ur. 24 października 2013). Jest kibicem klubu piłkarskiego West Ham United.

## Filmografia

### Filmy fabularne
- 1999: Human Traffic jako Moff
- 2000: Zielone kraty jako Tony
- 2001: Mecz ostatniej szansy jako Billy Limpet
- 2003: Osa jako Dave
- 2004: Football Factory jako Tommy Johnson
- 2005: Biznes jako Frankie
- 2008: Adulthood jako Hayden
- 2009: Dead Man Running jako Bing
- 2009: City Rats jako Pete
- 2011: Czas bohaterów jako kapral Bob Rains

### Seriale TV
- 1993: Główny podejrzany jako Martin Fletcher
- 1997: Nieśmiertelny jako Andrew Baines
- 2002: Detektyw Foyle jako Tony Lucciano
- 2007: Hotel Babylon jako Dave Osbourne
- 2007: Kumple jako Malcolm
- 2012: Na sygnale jako Rossy
- 2013: Plebs jako Cassius
- 2013-: EastEnders jako Mick Carter

### gry komputerowe
- 2002: Grand Theft Auto: Vice City jako Kent Paul (głos)
- 2004: Grand Theft Auto: San Andreas jako Kent Paul (głos)